# 양산도 (1961년 영화)
"양산도"는 1961년 공개된 대한민국의 영화이다.

## 배역
- 최무룡 : 수동 역
- 조미령 : 옥랑 역
- 김승호 : 막쇠 역
- 최봉 : 김무룡 역
- 정애란 : 옥란의 어머니, 홍씨 역
- 고선애 : 수동의 어머니, 최씨 역
- 이예춘 : 김 진사 역